# Juan Pedro de Miguel Rubio
Juan Pedro de Miguel Rubio, španski rokometaš, * 13. januar 1958, Madrid, † 12. avgust 2016.
Leta 1980 je na poletnih olimpijskih igrah v Moskvi v sestavi španske rokometne reprezentance osvojil 5. mesto.
Udeležil se je tudi iger leta 1984 (8. mesto).